# Drogi Evanie Hansenie (film)
Drogi Evanie Hansenie (ang. Dear Evan Hansen) – amerykański musical z 2021 roku w reżyserii Stephena Chbosky'ego, oparty na scenariuszu Steven Levensona. Bazuje na przedstawieniu o tym samym tytule z 2015 roku, autorstwa Levensona, Benja Paska oraz Justina Paula. W filmie główną rolę gra Ben Platt, pierwotny odtwórca roli na Broadwayu.

## Fabuła
Film opowiada historię nastolatka, Evana Hansena, który nie potrafi odnaleźć się w świecie dookoła. Pod wpływem terapeuty zaczyna pisać listy do samego siebie. Jeden z nich trafia w ręce jednego z uczniów liceum, Connora Murphy'ego, który wkrótce popełnia samobójstwo. Z uwagi na znaleziony list, Evan zostaje uznany za jego przyjaciela. Rodzice zmarłego chcą dowiedzieć się więcej o ich przyjaźni, a Evan nie będąc w stanie im wyjaśnić sytuacji wpada w sieć kłamstw.

## Obsada
- Ben Platt - Mark Evan Hansen
- Colton Ryan - Connor Murphy
- Amy Adams - Cynthia Murphy
- Julianne Moore - Heidi Hansen
- Danny Pino - Larry Murphy
- Kaitlyn Dever - Zoe Murphy